# Zift
Zift (bulgarisch Дзифт Dsift) ist ein bulgarischer Schwarz-Weiß-Thriller aus dem Jahr 2008. Der Film kombiniert schwarzen Humor mit sozialistischen Filmmotiven. In Deutschland wird der Film auch unter den Titeln Hell of Prison, Fehlurteil – 20 Years for Nothing sowie Ausgeliefert – Die Hölle ist überall vertrieben. Seit Oktober 2021 wird er international auf Netflix angeboten.

## Handlung
Während des Zweiten Weltkriegs versuchen die bulgarischen Gauner Motte, Ada und Schnecke einem Geschäftsmann seinen Diamanten zu stehlen. Motte landet im Gefängnis wegen eines Mordes, den er nicht begangen hat, und Schnecke macht Karriere als Funktionär im kommunistischen Apparat. Als Motte entlassen wird, versucht Schnecke mit allen Mitteln zu erfahren, wo der Diamant versteckt ist. Doch auch mit Gift ist Motte nicht zu stoppen.

## Rezeption
In der Süddeutschen Zeitung attestiert Paul Katzenberger dem Film „das Zeug zum Kult“. Er zeichne ein groteskes Bild der Zustände während des Kommunismus in Bulgarien.
Der Filmdienst ordnet Zift als „rabenschwarze Kriminalkomödie mit ‚Film noir‘- und Tarantino-Elementen“ ein, die ihr Genre zu ebenso kluger wie böser Gesellschaftskritik nutze.

## Auszeichnungen
2008: Internationales Filmfestival Moskau
- Silberner St. George für den „Besten Regisseur“ (Javor Gardev)
- Preis der Russischen Film Club Föderation für den „Besten Film“

2008: Toronto International Film Festival
- Nominiert für die Discovery Competition

2008: Nationales Bulgarisches Spielfilmfestival Goldene Rose
- Bester Film
- Bester Darsteller (Mihail Mutafov)
- Beste Kamera (Emil Christov)
- Beste Redaktion (Kevork Aslanyan)
- Sonderpreis des Filmkritikerverbands
- Beste Produzenten – Sonderpreis

2009: Sofia International Film Festival
- Sonderpreis der Internationalen Jury
- Kodak Award als Bester bulgarischer Spielfilm

2009: Internationales Film Festival Vilnius „Cinema Spring“
- Best Director Award (Javor Gardev)[4]